# Gran Hessen
Gran Hessen (Groß-Hessen) va ser el nom provisional que es va donar per a una secció del territori alemany creada per l'administració militar dels EUA al final de la Segona Guerra Mundial. Va ser format pel Consell de Control Aliat el 19 de setembre de 1945 i es va convertir en l'estat alemany modern de Hessen l'1 de desembre de 1946.

## Història

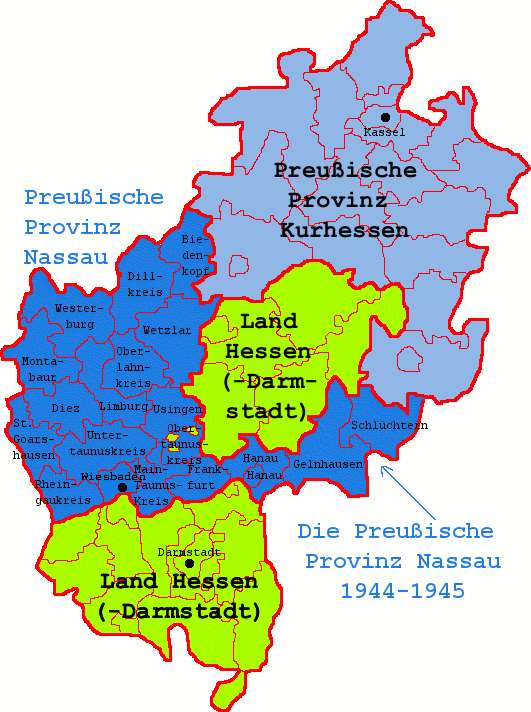
Els tres territoris que van formar Gran Hessen

El Gran Hessen es va formar a partir de parts de dos estats alemanys que es van dissoldre després de la Segona Guerra Mundial:
- La part oriental de l'Estat Popular de Hessen que es troba a l'est del Rin: les províncies de l'Alt Hessen (Oberhessen, capital: Gießen) i Starkenburg (capital: Darmstadt).
- La Província de Kurhessen de l'Estat Lliure de Prússia (capital: Kassel)
- La Província de Nassau de l'Estat Lliure de Prússia (capital: Wiesbaden)

La restant província de l'Estat de Hessen, el Hessen renà (Rheinhessen, capital: Magúncia) i la part occidental de la província de Nassau (que conté el Westerwald, part del Taunus i la unió del riu Lahn amb el Rin) es va convertir en part de la zona d'ocupació francesa i finalment en part de l'estat modern de Renània-Palatinat. La separació del Hessen renà del Gran Hesse va provocar que Magúncia perdés els seus sis districtes que es trobaven a l'est del Rin, tot i que segueixen sent nomenats avui com a part de Magúncia, com ara Mainz-Kastel, actualment un districte de la ciutat de Wiesbaden.
També van tenir lloc petits canvis territorials. L'enclavament de Bad Wimpfen, que prèviament havia pertangut a la província de Hessen de Starkenburg, es va convertir en part de l'administració nord-americana de Württemberg-Baden. Una petita part de la província prussiana de Kurhessen, que contenia la població Schmalkalden, va quedar dins de la zona d'ocupació soviètica i es va convertir en part de l'estat de Turíngia.
Aquest nou territori va ser denominat Hessen perquè la major part del territori que comprenia prèviament havia pertangut als estats successors del Landgraviat de Hessen, que va ser dividit en 1567.
Wiesbaden va ser escollida com a capital d'aquest no territori. A diferència de Frankfurt, Kassel o Darmstadt va patir relativament menors danys durant la guerra. Això, combinat amb la seva localització dins de la regió del Rin-Main i el fet que ja era una seu regional de l'administració militar nord-americana, van fer de Wiesbaden la millor opció.
El 22 de novembre de 1945 es va promulgar la constitució del Gran Hessen (Staatsgrundgesetz des Staates Groß-Hessen). Aquesta constitució va ser substituïda l'1 de desembre de 1946 amb l'establiment del modern estat de Hessen. El dia en què va ser establert l'estat de Hesse, van tenir lloc les primeres eleccions legislatives en l'estat, que van portar a l'elecció el 20 de desembre de Christian Stock com el primer ministre-president democràticament elegit de Hessen.